# 대만의 로마 가톨릭 교구 목록

대만의 교구

대만의 로마 가톨릭 교구는 1개 관구에 8개 교구(1개 대교구)와 1개 교황서리구로 구성된다.

## 타이베이 관구

### 타이베이 대교구
- 1949년 대만섬 지목구가 타이베이 지목구와 가오슝 지목구로 분리됨
- 1952년 타이베이 대교구로 승격됨.

### 가오슝 교구
- 1913년 대만섬 지목구로 설정
- 1952년 가오슝 지목구로 명칭 변경
- 1961년 가오슝 교구로 승격

### 신주 교구
- 1961년 교구 설정

### 화롄 교구
- 1952년 화롄 지목구 설정
- 1961년 교구 승격

### 자이 교구
- 1952년 자이 지목구 설정
- 1961년 교구 승격

### 타이중 교구
- 1951년 지목구 설정
- 1961년 교구 승격

### 타이난 교구
- 1961년 교구 설정

### 진먼-마쭈 교황직할서리구
- 1968년 설정